# Лена Шенеборн
Лена Шенеборн (нім. Lena Schöneborn; нар. 11 квітня 1986, Берлін) — німецька сучасна п'ятиборка, олімпійська чемпіонка.

## Виступи на Олімпіадах
| Олімпіада           | Дисципліна | Місце  |
| ------------------- | ---------- | ------ |
| Пекін 2008          | особисті   | Золото |
| Лондон 2012         | особисті   | 15     |
| Ріо-де-Жанейро 2016 | особисті   | 31     |